# Amy Webb
Amy Lynn Webb (née le 18 octobre 1974) est une futurologue, auteure et fondatrice américaine, PDG du Future Today Institute. Elle est professeure adjointe à la Stern School of Business de l'université de New York, au Nonresident Senior Fellow de l'Atlantic Council, et a été boursière Nieman invitée en 2014 et 2015 à l'Université Harvard.

## Biographie

### Jeunesse et éducation
Webb est né le 18 octobre 1974 et a grandi à East Chicago, dans l'Indiana. Fréquentant à l'origine la Jacobs School of Music pour étudier la clarinette, elle obtient un baccalauréat en sciences politiques, économie et théorie des jeux de l'université de l'Indiana, à Bloomington en 1997,. Elle déménage au Japon rural, où elle travaille comme journaliste indépendante et professeure d'anglais. Elle obtient une maîtrise de la Columbia University Graduate School of Journalism en 2001,.

### Carrière
Webb commence sa carrière en tant que journaliste couvrant la technologie et l'économie. Elle a été journaliste au Wall Street Journal, puis a déménagé à Hong Kong pour travailler comme journaliste chez Newsweek, couvrant les technologies émergentes,. En 2006, Webb fonde le Future Today Institute, une société de conseil en gestion,. Depuis 2007, Webb est l'auteur du rapport annuel sur les tendances technologiques du Future Today Institute, un compte rendu de l'avenir des technologies et de leur impact sur la société,. En 2011, elle cofonde Spark Camp, une conférence sur le leadership axée sur l'avenir des entreprises, du gouvernement et de la société.
Webb est chercheuse invitée à la Saïd Business School de l'Université d'Oxford, membre du US-Japan Leadership Program, et a été déléguée à la commission présidentielle bilatérale américano-russe, où elle a travaillé sur l'avenir de la technologie, médias et diplomatie internationale. Elle a été consultante futurologue pour la série télévisée The First de 2018, sur une mission humaine sur Mars dans les années 2030,,. Elle est nommée sur la liste BBC 100 Women de 2019, la liste Thinkers50 Radar 2017 des 30 personnes les plus susceptibles de façonner l'avenir de la gestion et de la direction des organisations, et remporte le prix Thinkers50 RADAR 2017. Elle recommande la formation d'une Alliance mondiale sur l'augmentation de l'intelligence, une organisation centrale qui développerait des normes pour ce qui devrait être automatisé en matière de collecte et de partage de données, et pour visualiser un avenir avec des systèmes plus intelligents.

### Ouvrages
Les mémoires de Webb, intitulés Data, A Love Story, sont publiés par Dutton en 2013,. Le livre relate les tentatives de Webb de rencontres en ligne,. Initialement confronté à un échec, Webb a collecté et analysé des données pour faire des rencontres en ligne. Booklist considère le livre « intelligent et inventif »,  et Publishers Weekly l'a considéré comme un « voyage perspicace et amusant à travers les rencontres en ligne ». été visionné plus de 6,7 millions de fois. La conférence TED 2013 de Webb sur Data, A Love Story a été traduite en 32 langues et a été visionnée plus de 6,7 millions de fois,.
En 2015, l'Université Harvard publie How To Make J-School Matter (Again), la recherche de Webb sur les défis auxquels sont confrontés les enseignants en journalisme et l'avenir du journalisme.
L'ouvrage de Webb, The Signals Are Talking: Why Today's Fringe Is Tomorrow's Mainstream, est publié le 6 décembre 2016 par PublicAffairs,,. Dans l'ouvrage, elle décrit sa méthodologie de prospective stratégique et examine comment les signaux faibles sont largement acceptés. Il est sélectionné comme l'un des Fast Company Best Business Books of 2016. Il est sélectionné comme l'un des meilleurs livres d'affaires de Fast Company en 2016 et comme l'un des meilleurs livres d'Amazon de décembre 2016. C'était un best-seller du Washington Post, et a été traduit en japonais, coréen et chinois.
L'ouvrage The Big Nine: How the Tech Titans and Their Thinking Machines Could Warp Humanity de Webb est publié le 5 mars 2019 par PublicAffairs. Il remporte le prix Gold Axiom 2020 pour la technologie d'entreprise. Dans le livre, elle prédit les meilleurs et les pires scénarios concernant l'intelligence artificielle (IA) au cours des 50 prochaines années. Elle utilise le terme G-MAFIA, qu'elle a inventé, pour désigner les grandes sociétés technologiques américaines cotées en bourse Google, Microsoft, Amazon, Facebook, IBM et Apple. Elle explique que la G-MAFIA et les sociétés chinoises Baidu, Alibaba et Tencent (connues sous le nom de BAT) ont le plus de contrôle sur l'avenir de l'IA, et explique l'importance de prendre en compte les meilleurs intérêts de l'humanité en matière d'IA,,,. Des extraits de The Big Nine sont publiés dans Wired, Fast Company Inc.,, et Business Insider. VentureBeat considère le livre comme « une imagination accessible et constructive de ce qui pourrait venir ensuite. »

### Vie privée
Webb est juive. Elle vit à New York, dans l'État de New York et Baltimore, dans le Maryland, avec son époux et leur fille.